# Трансанадолски газопровод
Трансанадолският газопровод (на турски: Trans Anadolu doğalgaz boru hattı) е азербайджанско-турски проект за изграждане на газопровод от турската граница с Грузия до границите с България и Гърция, който да бъде централната част от т.нар. Южен газов коридор.
Основната му цел е изграждане на тръбопровод за превоз на природен газ от втория етап на разработката на азербайджанското находище Шах Дениз през Турция до границите на Европейския съюз.
Проектът е обявен през ноември 2011 година, а през декември същата година е подписан меморандум за създаване на консорциум за изграждането и експлоатацията на тръбопровода, в който трябва да участват Държавната нефтена компания на Република Азербайджан (СОКАР) с 80% и турските държавни предприятия БОТАШ и „Турция Петрол“ с по 10%.
Строежът е започнал през 2015 г. Газопроводът трябва да бъде завършен до 2018 година с капацитет 16 милиарда кубични метра годишно с възможност за разширение до 24 милиарда кубични метра годишно.